# Madonna Sixtină
Madonna Sixtină este o pictură realizată de Rafael în anii 1512-1513 pentru Biserica San Sisto din Piacenza.

## Istoria tabloului
În anul 1754 regele August al III-lea a achiziționat tabloul pentru colecția sa din Dresda, unde se află și în prezent. După cel de-al doilea război mondial tabloul a ajuns în URSS, de unde a fost restituit în 1955. Madonna Sixtină a servit drept sursă de inspirație și pentru artiști sovietici precum Mihail Savitski, care a pictat Madonna partizanilor din Minsk.

## Galerie de imagini

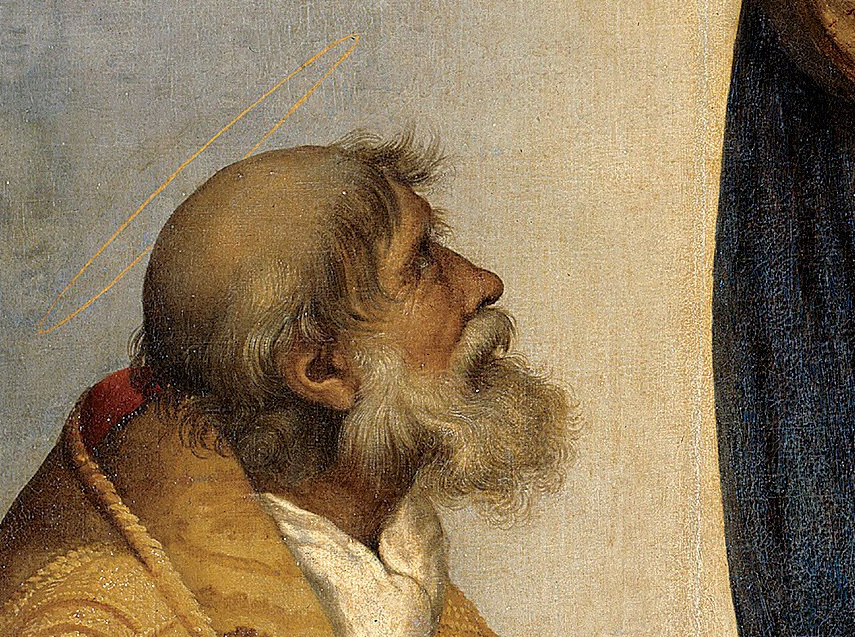
Papa Sixtus al II-lea
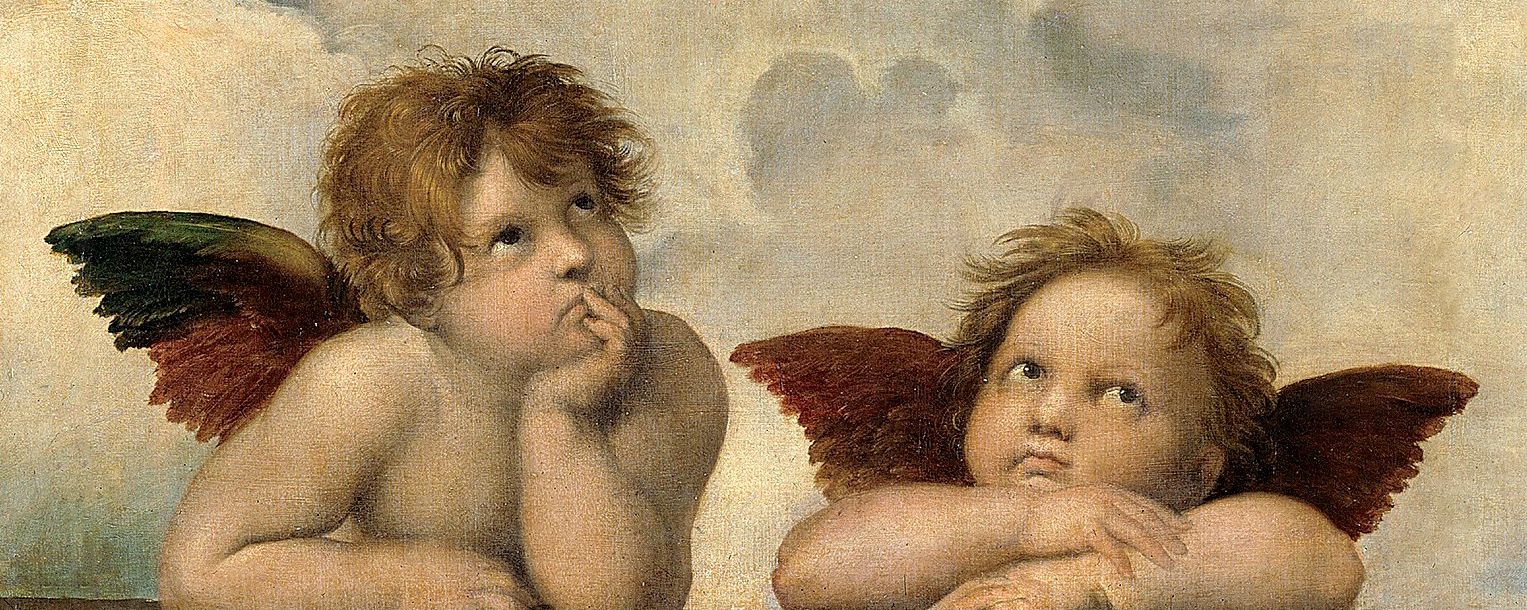
Îngerii lui Rafael
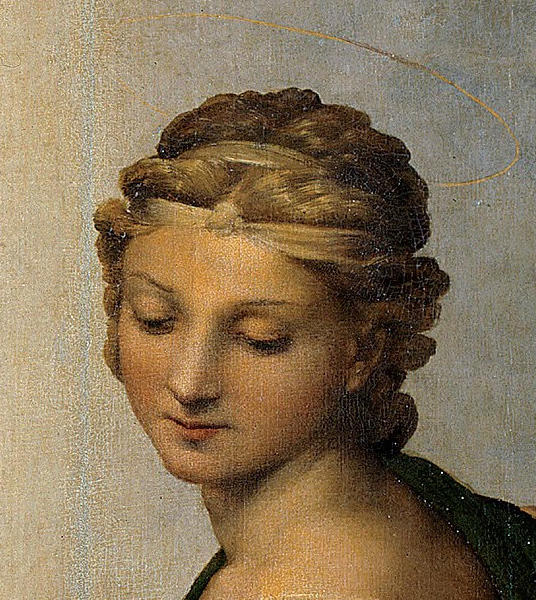
Sfânta Barbara
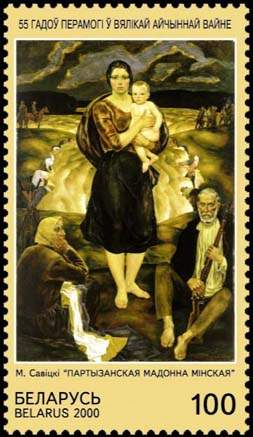
Madonna partizanilor din Minsk⁠(en)[traduceți] (1967)